# Jeggeleben
Jeggeleben este o comună din landul Saxonia-Anhalt, Germania.